# 61 Cygni
61 Cygni – gwiazda w gwiazdozbiorze Łabędzia, znajdująca się w odległości ok. 11,4 lat świetlnych od Słońca. Jest to jedna z najbliższych gwiazd podwójnych.

## Charakterystyka obserwacyjna

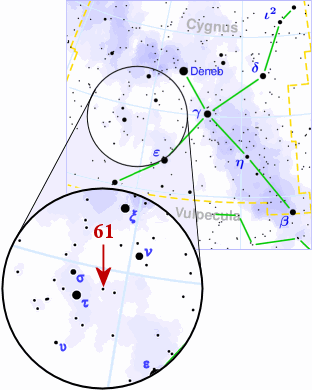
Położenie gwiazdy w gwiazdozbiorze

61 Cygni jest słabo widoczna gołym okiem, jako obiekt o wielkości ok. 4,8m. Jej podwójność odkrył w 1659 gdański astronom Jan Heweliusz. Lepiej udokumentowane obserwacje poczynił w 1753 roku James Bradley, a w 1792 Giuseppe Piazzi zwrócił uwagę na jej duży ruch własny, sugerujący niewielką odległość od Słońca, w związku z czym przezwał ją „Latającą gwiazdą” (wł. Stella Volante). W 1838 roku Friedrich Wilhelm Bessel zmierzył jej paralaksę roczną, co było historycznie pierwszym przypadkiem przeprowadzenia takiego pomiaru.
Dwa składniki 61 Cygni okrążają się wzajemnie po orbitach. W 1753 dzieliła je odległość 19,6 sekundy kątowej, a w 2019 roku było to ok. 31,8″. W pobliżu układu jest widocznych wiele innych, niezwiązanych obiektów o innym ruchu własnym.

## Charakterystyka fizyczna

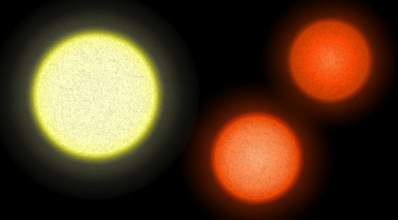
Porównanie Słońca (z lewej) i składników układu 61 Cygni

Układ 61 Cygni tworzą dwie bardzo podobne gwiazdy, pomarańczowe karły należące do typu widmowego K.
Jaśniejszy składnik to 61 Cygni A, gwiazda typu widmowego K5 V. Ma jasność ok. 15% jasności Słońca i temperaturę 4450 K. Jego masa to około 60% masy Słońca, a promień jest równy ok. 65% promienia Słońca. Słabszy składnik 61 Cygni B jest karłem o typie widmowym K7 V, o temperaturze 4120 K i jasności równej ok. 9% jasności Słońca. Masa tej gwiazdy to pół masy Słońca, a jej promień jest równy ok. 60% promienia Słońca.
Obydwa składniki układu są gwiazdami zmiennymi – 61 Cygni A jest gwiazdą zmienną typu BY Draconis, zaś 61 Cygni B gwiazdą rozbłyskową. Gwiazdy obiegają wspólny środek masy w czasie ok. 650 lat; dystans jaki je dzieli to średnio 85 au. Nie są znane planety krążące wokół żadnej z tych gwiazd, chociaż w połowie XX wieku postulowano istnienie planety okrążającej 61 Cyg A na podstawie astrometrii.
61 Cygni jest gwiazdą o jednym z największych ruchów własnych: ponad 5 sekund kątowych na rok. Tylko 6 innych gwiazd ma większy ruch własny, żadna z nich nie jest jednak widoczna gołym okiem. Wynika to częściowo z niewielkiej odległości od Układu Słonecznego, ale także z dużej prędkości ruchu gwiazdy względem Słońca – układ 61 Cygni mija je z prędkością względną 108 km/s.